# Eccles (ciastko)

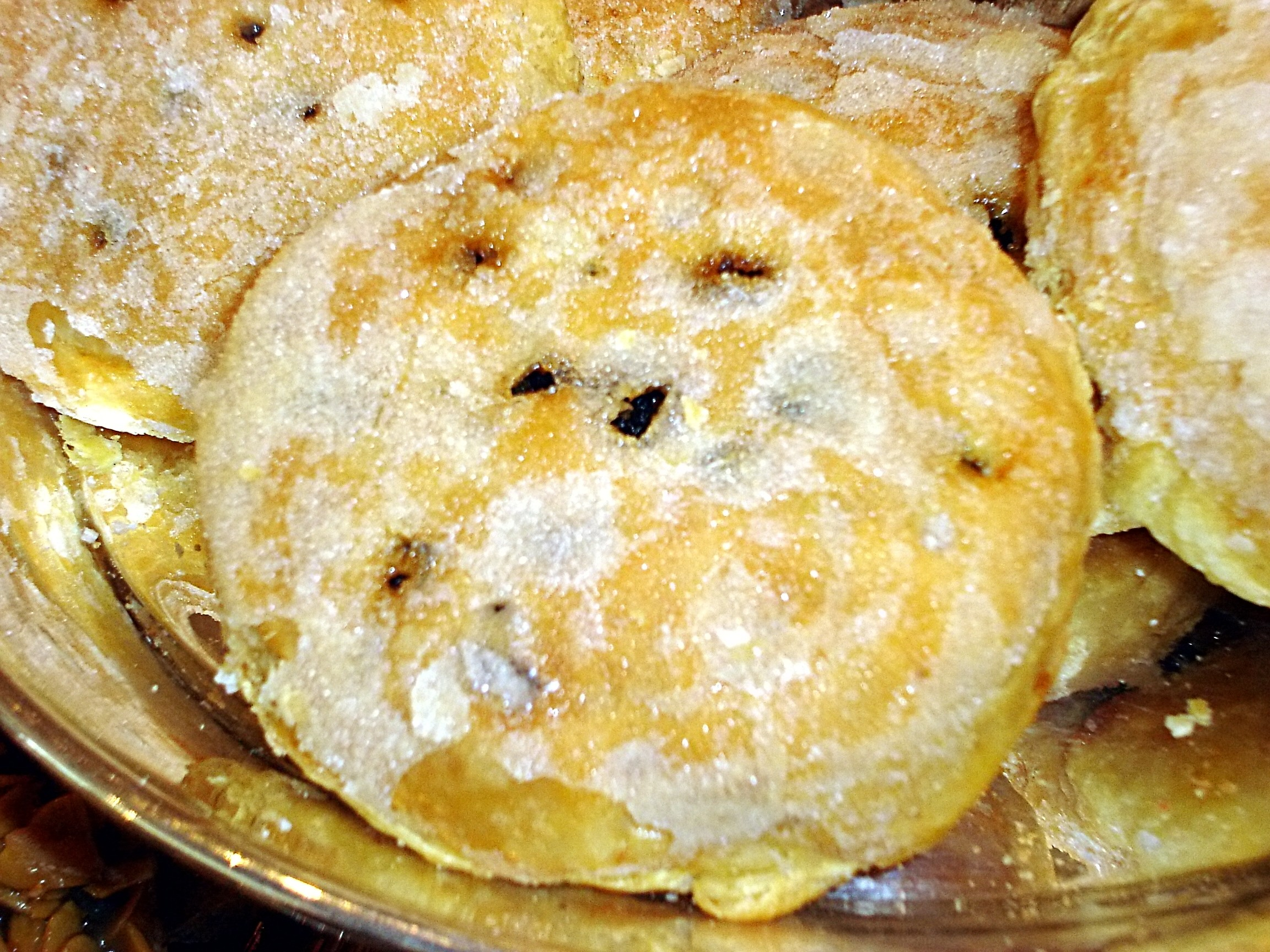
Eccles

Eccles (Eccles cake) – małe, okrągłe ciastko z ciasta francuskiego w kształcie placka, z nadzieniem z koryntek i posypane drobnym cukrem. Opcjonalnie do posypania wybiera się Demerarę.
Nazwa ciastka Eccles pochodzi od angielskiego miasta Eccles, w Salford. Nie wiadomo, kto stworzył pierwszy przepis na ciasto. James Birch jest podawany jako pierwsza osoba, która już w 1793 roku zajmowała się ich masową sprzedażą w celach komercyjnych.
Ciasto Eccles znane jest też pod innymi nazwami: squashed fly cake („ciastko ze zgniecionych much”), fly cake. Podobnym specjałem jest nadziewane z żurawiną i rodzynkami ciastko fly's graveyard (flies cemetery), którego nazwę można przetłumaczyć jako „cmentarzysko much”. Często nazwą Eccles określa się też małe herbatniki Garibaldi.